# Konsument (Magazin)
Die Zeitschrift Konsument ist die wichtigste Publikation der gemeinnützigen, österreichischen Verbraucherschutzorganisation Verein für Konsumenteninformation (VKI). Sie veröffentlicht Warentests und vergleicht Dienstleistungen verschiedener Anbieter. Der Anspruch der Testzeitschrift ist, Verbrauchern firmenunabhängige Informationen und Tipps zu liefern.
Die Publikation ist anzeigenfrei, um eine absolute Unabhängigkeit von den Anbietern zu garantieren. Alle Tests und Berichte können auch online abgerufen werden.

## Geschichte

### 1960er Jahre
Fernsehgeräte sind eines der Hauptthemen in den ersten zehn Jahren von Konsument. Ihr Kauf ist zu dieser Zeit eine der größten Anschaffungen österreichischer Haushalte.
Auch der Motorisierungsgrad der Gesellschaft nimmt zu. Die Verbraucherschützer starten eine lange Testserie von Kfz-Werkstätten und bemängeln große Preisunterschiede und unnötige Reparaturen.
1961: Die erste Ausgabe von Konsument erscheint zum Preis von 3 Schilling. Sie wird auf einer Olivetti-Schreibmaschine und einer kleinen Rotaprint-Maschine produziert. Der erste Test: Frankfurter Würstel.
1962: Ohne Werbeausgaben beläuft sich die Zahl der Abonnenten auf 10.000.
1963: Der Umfang wird auf 32 Seiten erhöht. Um die Testtätigkeit auszuweiten kostet das Jahres-Abo (6 Hefte) 25 Schilling.
1964: Rechtliche Grauzone: Verstoßen vergleichende Warentests gegen das (damals strikte) Verbot von vergleichender Werbung? Ist es überhaupt zulässig, Firmennamen zu nennen? Gerichtsverfahren entscheiden zugunsten des Konsumentenschutzes. Der Weg ist frei, Produkte und Dienstleistungen auf ihren Wert für die Verbraucher zu untersuchen und die Ergebnisse zu veröffentlichen.
1966: Die Zeitschrift erscheint 10-mal jährlich, die Auflage steigt auf 25.000 Exemplare.

### 1970er Jahre
Seit seiner Gründung prangert Konsument aggressive Verkaufsmethoden an und berichtet über fragwürdige Klauseln in Geschäftsbedingungen. Ab 1979 bringt das Inkrafttreten des Konsumentenschutzgesetzes neue Rechte für Verbraucher.
Eines der zentralen Test-Themen in den 70er-Jahren sind Sicherheitsmängel bei Kinderprodukten.
1970: Ergebnis Apfeltest: 90 % aller Äpfel sind falsch deklariert.
1971: Langjährige Testserien von Zigaretten zeigen Wirkung: Teer- und Nikotingehalt wird künftig auf der Packung angegeben.
1973: Test-Ergebnis Frankfurter Würstel: 62,5 % der getesteten Proben in Wien sind verfälscht oder verdorben.
1974: Das erste Heft mit farbigem Cover erscheint.
Der VKI wird Mitglied der European Testing Group (ETG) (heute: ICRT), ein Zusammenschluss europäischer Verbraucherorganisationen mit dem Ziel Gemeinschaftstests durchzuführen, um Zeit und Geld zu sparen.
1976: Das Testmagazin erscheint nun monatlich.

### 1980er Jahre
Verbraucher sorgen sich zunehmend um den Umweltschutz. Die Testzeitschrift berichtet über Abfallvermeidung, Recyclingmodelle, alternative Energieformen, Schadstoffe und umweltfreundliche Produktalternativen.
Lebensmittelthemen sind nun fixer Bestandteil der Testtätigkeit – viele schaffen es auf die Titelseite (z. B. Babynahrung, Salat, Mineralwasser, …). Sensorik wird zu einem anerkannten Bestandteil des Gesamturteils.
1981: Ein Vergleich von „bio“ und konventionell produzierten Tomaten zeigt auf, dass es zum Schutz der Konsumenten und Biobauern bessere gesetzliche Regelungen braucht.
Aufgrund schlechter Testergebnisse bei Kleinschweißtrafos wird eine Sicherheitsprüfung vorgeschrieben.
1984: Nach einer Testserie mit miserablen Ergebnissen folgt eine Qualitätsklassenverordnung für Kartoffeln.
1987: Bei einem der ersten Computertests zählt Apple Macintosh zu den besten. Damaliger Preis: 65.700 Schilling.
Ein international beachteter Waschmittel-Test (Dauer: fast ein Jahr, Kosten: drei Millionen Schilling) entlarvt Umweltsünder. Seither wurden Waschmittel umweltverträglicher und die Waschmitteltests Routine.

### 1990er Jahre
Die Testaktivitäten werden auf Finanzdienstleistungen wie Versicherungsmakler, Vermögensberater, Girokonten, Investmentfonds etc. ausgeweitet. Neben Berichten über Strukturvertriebe, Pyramidenspiele oder Spesen von Auslandsüberweisungen warnt Konsument bereits 1998 eindringlich vor den unkalkulierbaren Risiken von Fremdwährungskrediten.
Autocrashtest-Szenarien (in Kooperation mit Euro-NCAP) sorgen dafür, dass Kleinwagen sicherer werden. Die Standards sind mittlerweile EU-Gesetz.
1991: Sekt und Champagner: Angesichts des schlechten Abschneidens einiger französischer Renommiermarken wird die französische Botschaft aktiv und legt Protest gegen das Testergebnis ein.
1992: Erste österreichweite Werbekampagne, die Abo-Zahlen erreichen mit 102.078 Abonnenten ihren historischen Höchststand.
1993: Ein Dampfreiniger-Test deckt gefährliche Sicherheitsmängel auf. Manche Hersteller drohen mit Klagen, die Sicherheitsvorschriften werden verschärft. Der Bekanntheitsgrad der
Zeitschrift liegt bei 88 Prozent.
1994: Stille und milde Mineralwässer: Bei einigen Abfüllern werden bakterielle Verunreinigung festgestellt. Das Gesundheitsministerium warnt.
Der Umfang des Magazins wird auf 48 Seiten erweitert.
1996: Unter konsument.at ist die Verbraucherzeitschrift nun auch im Internet präsent.

### Seit 2000
Konsument führt weltweit als erste Testorganisation Ethik-Tests ein. Die Bewertung von Arbeitsbedingungen, Umweltschutzmaßnahmen und Informationsoffenheit der Unternehmen (Corporate Social Responsibility – CSR) wird auch mit den bewährten Produkttests verknüpft.
Eine weitere Vorreiterrolle nimmt die Zeitschrift im Bereich Gesundheit ein und fühlt nun auch Ärzten, Apothekern und Kliniken auf den Zahn.
Die Berichterstattung über Verbraucherrechtsthemen (aktuelle Gerichtsurteile, Sammelaktionen, Musterverfahren) nimmt zu. Geschädigte Konsumenten können sich über die Homepage konsument.at bzw. verbraucherrecht.at (Website der VKI-Rechtsabteilung) an den Sammelaktionen beteiligen.
2007: Schadstoffe und Manipulationsverdacht bei Olivenöl: Der Test beschert der Zeitschrift mit über 12.000 verkauften Heften einen Verkaufsrekord am Kiosk.
Erstmals seit sieben Jahren wird der Heftpreis erhöht: Eine Ausgabe kostet nun 4,50 Euro (statt 4 Euro), ein Konsument-Abonnement kommt auf 45 Euro (statt 39,24 Euro).
2009: Kernöl: Bei vielen geprüften Ölen stammen die Kerne nicht aus der Steiermark, sondern u. a. aus China.
2010: Der VKI führt eine Kostenpflicht für die zeitlich begrenzte Nutzung seiner Testplaketten
ein. Der Preis für ein Konsument-Abo wird von 45 auf 48 Euro erhöht.
2015: Der Preis für ein Konsument-Abo wird von 48 auf 52 Euro erhöht. Zudem wird ein Förder-Abo zum Preis von 100 Euro eingeführt, mit dem von den Abonnenten eine besondere Wertschätzung ausgedrückt werden kann. Das Förderabo für die Online-Ausgabe kostet 50 Euro.
Das Testmagazin KONSUMENT 2014:
|                                                      | 2014          |
| ---------------------------------------------------- | ------------- |
| Verkaufszahlen Einzelhandel (Durchschnitt pro Monat) | 4.441         |
| Print-Abos                                           | ca. 53.000    |
| Online-Abos                                          | ca. 9.000     |
| Prüfkosten (Eigentests + Kooperationen)              | ca. 360.000 € |
| Getestete Produkte pro Jahr                          | ca. 2.000     |
| Website-Zugriffe pro Monat                           | ca. 300.000   |

## Preisentwicklung
- 1961–1962: 3 Schilling (öS)
- 1963–1973: 5 öS
- 1974: 8 öS
- 1975: 10 öS
- 1976: 12 öS
- 1977–1980: 15 öS
- 1981–1982: 18 öS
- 1983: 20 öS
- 1984–1988: 25 öS
- 1989–1991: 30 öS
- 1992: 35 öS
- 1993–1994: 38 öS
- 1995–1996: 42 öS
- 1997–2000: 50 öS
- 2001–2007: 4 Euro
- 2008–2014: 4,50 Euro
- seit 2015: 5 Euro

## Bewertungsschema
Bei einem typischen Produkttest werden folgende Qualitätsurteile vergeben:
- „sehr gut“
- „gut“
- „durchschnittlich“
- „weniger zufriedenstellend“
- „nicht zufriedenstellend“

Die Test- und Bewertungskriterien sind auf konsument.at einsehbar.

## Website
Konsument.at ist die Website des österreichischen Testmagazins Konsument und bietet Zugriff auf alle Heft-Inhalte seit 1999. Neben dem kostenpflichtigen Zugang zu Tests und Berichten bietet die Website eine Reihe kostenloser Info-Angebote wie aktuelle Meldungen (z. B. Rückrufaktionen, Gerichtsurteile und Sammelaktionen), Kurztests, Online-Extras (z. B. Lebensmittelgütezeichen-Übersicht), Rechts-Informationen (z. B. Gewährleistung und Garantie, Wohnrecht) inklusive Fallbeispielen und Musterbriefen sowie regelmäßig aktualisierte Übersichten zu Sparformen und Sparzinsen.
Ebenfalls auf konsument.at beheimatet ist der Lebensmittel-Check, eine Kooperation mit dem österreichischen Bundesministerium für Arbeit, Soziales und Konsumentenschutz und dem Bundesministerium für Gesundheit.
Updates zu den wichtigsten Testserien (z. B. Handys, TV-Geräte, Digitalkameras, …) werden zunehmend vor Erscheinen im Printmagazin auf der Website veröffentlicht. Der Online-Zugang zu Tests und Berichten kostet 25 Euro pro Jahr (Stand: 2015). Abonnenten des Printmagazins haben kostenlosen Zugriff auf alle Inhalte der Homepage.

## Bücher
Neben der Monatszeitschrift Konsument veröffentlicht der VKI auch Bücher zu Verbraucherthemen. Das in den Ratgebern vermittelte Expertenwissen soll den Konsumenten den Alltag erleichtern (Technik, Gesundheit, Internet, …) und in verständlicher Sprache praxisorientierte Hilfestellung in Finanz- und Rechtsfragen (Nachlass, Mietrecht, Hauskauf, Nachbarschaftsrecht etc.) geben.
2014 umfasste das Verlagsprogramm insgesamt 61 Titel.
Die Bücher sind über konsument.at aber auch im Buchhandel und in gut sortierten Trafiken beziehbar.

## Testplakette – Werbung mit Testergebnissen
Der Bekanntheitsgrad der Konsument-Testplakette ist in Österreich sehr hoch, die Werbung mit den Testergebnissen von Konsument lizenz- und kostenpflichtig. Die Preisspanne für eine Testplakette reicht von 800 Euro je Werbe-Kanal (Print, Packaging, POS, TV, WEB) für kleine und mittlere Unternehmen (KMUs) bis zu 4.800 Euro für alle 5 Kanäle. Die Testplakette kann jährlich für 80 % des vorangegangenen Preises verlängert werden.
Gegen missbräuchliche Werbung mit Testurteilen geht der Verein für Konsumenteninformation (VKI) gerichtlich vor.